# Peary Land
.

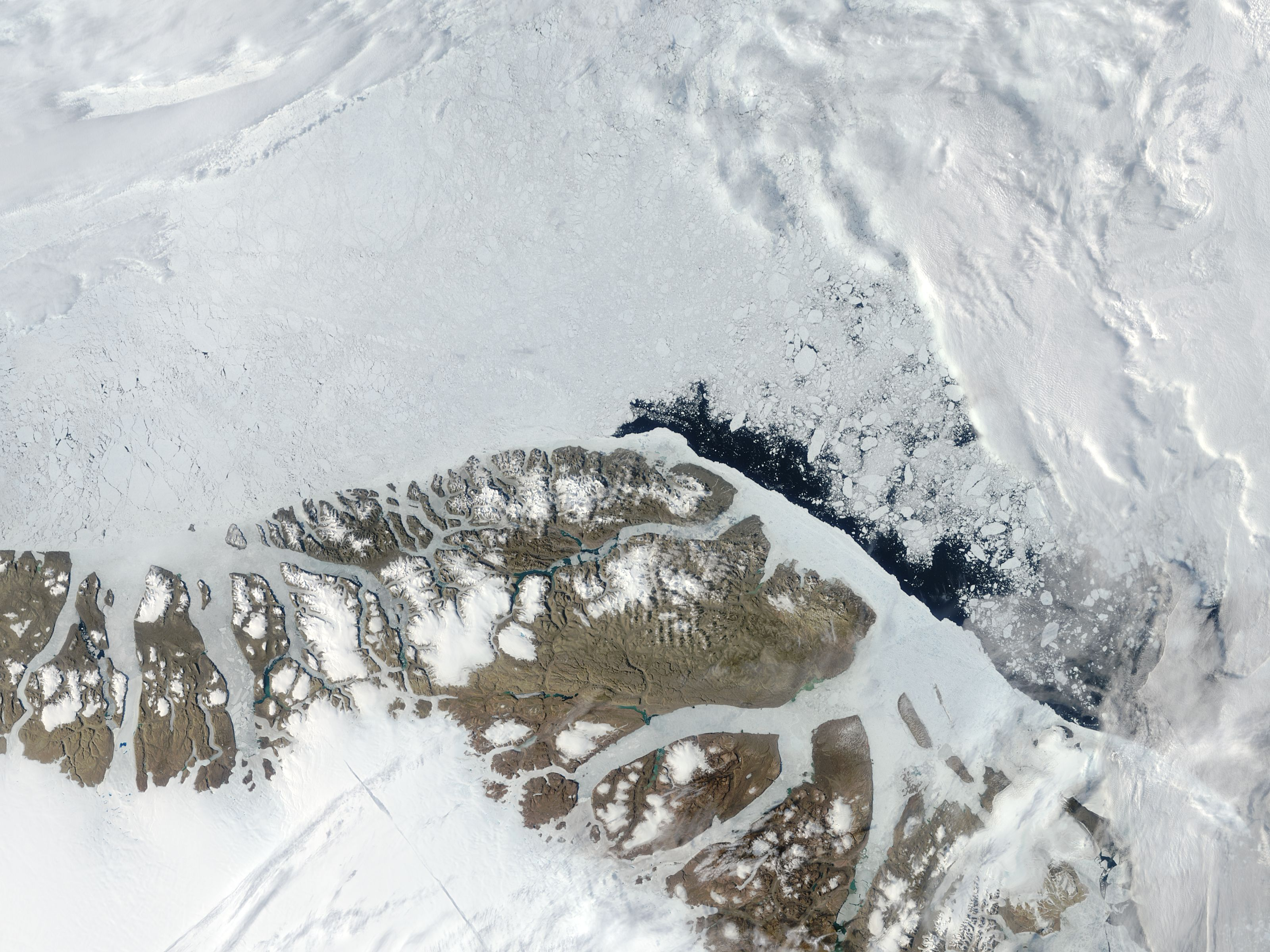
NASA satellitbild av norra Peary Land samt Cape Morris Jesup juli 2004

Peary Lands läge på norra Grönland. Halvön avgränsas i väst av Victoria Fjord och i sydost av
Independence Fjord.

Peary Land är en halvö, belägen på norra Grönland vid Norra Ishavet. Den ingår i Grönlands nationalpark.
Halvön har en yta på omkring 57 000 km² och är uppkallad efter den amerikanske upptäcktsresande Robert Edwin Peary, som företog en expedition i området 1891−92. Vid denna tidpunkt antog man att Peary Land var en ö, vilken var skild från huvudön genom den så kallade Pearykanalen, vilken ansågs förena Victoria Fjord och Independence Fjord. Dansken Ludvig Mylius-Erichsen upptäckte emellertid 1907 att denna "kanal" inte existerar och att Peary Land således är en halvö.